# 自他交換法
自他交換法（藏語：གཏོང་ལེན་，威利转写：gtong len，THL：tonglen；英語：或），又稱自他相換法、自他換，大乘佛教術語，是一種修行禪定的方法，起源於寂天菩薩，經由阿底峽大師傳入西藏，在藏傳佛教中極為盛行，在漢傳佛教中也有相同的修行法門，叫做代众生苦。

## 釋義與修法
在藏文中，གཏོང་ལེན་是由「給予」（藏語：གཏོང་，威利转写：gtong，THL：tong）以及「接受」（藏語：ལེན་，威利转写：len，THL：len）這兩個字所組成。
當修行者進行這種禪修時，會觀想將自己所喜愛的一切，以白光形式從心間發出，從自身右鼻孔出，從他人左鼻孔入，施捨給他人；而他人不喜或受苦的一切，以黑光形式從他人右鼻孔出，從自身左鼻孔入，融入自身心間，讓自己接受別人所不想要的一切。
此禪觀实际上属于慈心觀的一种。

## 傳承
自他交換法，最早起源於寂天《入菩薩行論》中。阿底峽大師，經由他的上師金洲法稱，領受到這種教法，之後傳入西藏。這個教法被認為是阿底峽大師最重要的根本教授。格魯派上師宗喀巴在接受這個教法後，也將它視為最根本的教授而傳授給他的弟子，在《菩提道次第廣論》中加以介紹。
在《修心七要》中，也介紹了這種修行法。

## 理論

### 藏傳佛教理論
《入菩薩行論》中，教導先思維自己與他人是平等的，自身中的苦樂也是平等的，希望他人與自己一樣平等的獲得快樂。進一步思維世間痛苦，升起悲心與保護心，了解無我道理，以自身來替代他身受苦，來利益他人。
《佛子行三十七頌》中有：“诸苦源於贪己乐，诸佛生於利他心，故於自乐与他苦，如实修换佛子行。……我虽无有何罪过，竟有人欲断吾头，然以悲心於诸罪，自身代受佛子行。……纵因贫困受轻贱，復遭重病及魔障，眾生罪苦己代受，无怯懦心佛子行。”
根據宗喀巴在《菩提道次第廣論》中的教授，進行自他交換法的修法，首先必須先思維自他交換的道理，了解修行的障礙。之後才進行修法。修法的次第，則分成兩個層次：第一階段為自他平等，第二階段為自他交換。

### 汉传佛教理論
在汉传佛教中，同样主张修自他交换之慈悲心，這是大乘佛教菩薩行的一種相通的法門，不過漢傳佛教一般稱作“代眾生受苦”、“代受”。
在《华严经·普贤行愿品》中，提到以“代众生苦供养”爲“法供養”之一，華嚴菩薩清凉国师在《行愿品别行疏》就代眾生受苦提出七種方法，闡述了代受的可能性和殊勝性。在《彌勒菩薩大成佛經》中，也有“以身代受令其得乐”句。《悲華經》中，釋迦牟尼佛的因地宝海梵志在佛前發願：“是诸众生若业报未尽，我当舍寿入阿鼻狱代受苦恼。我当为是一切众生，于阿鼻地狱代受诸苦，令不堕地狱，值遇诸佛咨受妙法，出于生死入涅槃城。我今要当代是众生，久久常处阿鼻地狱。”。《大寶積經》裡也有“如是眾生所受苦惱，我悉代受，令彼得樂”之句。贤首大师在《修华严奥旨妄尽还原观》也提到“普代众生受苦德”。還有諸多經典都提到這個法門。